# Dumitru Cuc
Dumitru Cuc (ur. 24 marca 1928 w Calea Mare, zm. 24 listopada 2019) – rumuński zapaśnik walczący w stylu klasycznym. Olimpijczyk z Helsinki 1952, gdzie zajął piąte miejsce w kategorii 67 kg.
Czwarty na mistrzostwach świata w 1953. Po zakończeniu kariery zawodniczej przez wiele lat zajmował się działalnością trenerską.